# Global.Kryner
Global.Kryner – austriacki zespół muzyczny grający muzykę folkową założony w 2004 i rozwiązany w 2013.
Reprezentant Austrii w 50. Konkursie Piosenki Eurowizji (2005).

## Historia zespołu
Zespół został założony w 2002 przez klarnecistę Christofa Spörka, który zaprosił do współpracy puzonistę i tenora Sebastiana Fuchsbergera. Niedługo potem do składy grupy dołączyli akordeonista Wolfang Peer, wokalistka Anna Hauf, trębacz Wolfgang Sohm i gitarzysta Hardy Kamm. Muzycy grali początkowo pod nazwą over.kryner, a jednych z ich pierwszych koncertów był występ na Festiwalu Piosenki Folkowej AufhOHRchen organizowanym w maju 2002 w Dolnej Austrii. Po kolejnych przetasowaniach w zespole muzycy zaczęli nagrywać materiał na debiutancki album. Płyta, zatytułowana po prostu Global.Kryner, powstawała od listopada 2003 do lutego 2004, a jej premiera odbyła się w kwietniu 2004. Album dotarł do 12. miejsca listy najczęściej kupowanych płyt w Austrii.
W grudniu 2004 nową wokalistką zespołu została Sabine Stieger, z którą w lutym 2005 muzycy wzięli udział w programie Song.null.fünf, wyłaniającym reprezentanta Austrii w 50. Konkursie Piosenki Eurowizji. W finale eliminacji wykonali dwa utwory: „Dreaming” i „Y así”, z którym zwyciężyli po zdobyciu największego poparcia jurorów i telewidzów (łącznie 102 punkty), dzięki czemu zostali reprezentantami kraju podczas Eurowizji organizowanej w Kijowie. Pod koniec marca otrzymali nominację do niemieckiej nagrody „Amadeusza” w kategoriach Najlepszy debiut i Najlepszy krajowy zespół popowy lub rockowy, którą ostatecznie zgarnęli. Wyruszyli również w eurowizyjną trasę promocyjną, obejmującą występy w Chorwacji, Słowenii, Niemczech, Szwajcarii i Holandii. Z „Y Asi” dotarli do 23. miejsca listy Ö3 Austria Top 40. Wystąpili gościnnie także w programie Merci Jury, nagranym z okazji 50-lecia Konkursu Piosenki Eurowizji, podczas którego wykonali razem z Rusłaną interpretację przeboju zespołu Queen „We Are the Champions”. 21 maja zajęli 21. miejsce na 25 wykonawców w półfinale Eurowizji, przez co nie zakwalifikowali się do finału. Dwa dni później wydali drugi album studyjny pt. Krynology, który zadebiutował na drugim miejscu listy najczęściej kupowanych albumów w Austrii.
W kwietniu 2006 byli nominowani do zdobycia „Amadeusza” dla najlepszego krajowego zespołu popowego lub rockowego oraz odebrali niemiecką nagrodę komediową „Prix Pantheon” w kategorii Przedwczesny i zdemoralizowany (niem. Frühreif und Verdorben). We wrześniu 2007 wydali trzeci album studyjny pt. Weg, na którym umieścili własne aranżacje przebojów, takich jak „Oye como va” Carlosa Santany, „I Will Survive” Glorii Gaynor czy „Proud Mary” Creedence Clearwater Revival. Album dotarł do 68. miejsca listy najczęściej kupowanych płyt w Austrii. W październiku 2008 z zespołu odszedł Karl Roßmann, którego miejsce zajął Markus Pechmann. 
W styczniu 2009 wydali pierwszy album koncertowy pt. Live in Luxembourg. Niedługo później nawiązali współpracę z girls bandem The Rounder Girls, z którym wyruszyli we wspólną trasę koncertową o nazwie Global Kryner versus The Rounder Girls, a także nagrali pierwszy, wspólny album, który ukazał się w maju 2010. W styczniu 2012 wydali czwarty album studyjny pt. Coverstories, który zadebiutował na 59. miejscu listy najczęściej kupowanych płyt  Austrii. W sierpniu 2013 wyruszyli w trasę koncertową o nazwie Servus Tour. 
W listopadzie 2013, niedługo po zakończeniu trasy zakończyli działalność na rzecz solowych karier muzyków.

## Dyskografia
Albumy studyjne
- Global.kryner (2004)
- Krynology (2005)
- Weg (2007)
- Global Kryner versus The Rounder Girls (2010; nagrany z The Rounder Girls)
- Coverstories (2012)

Albumy koncertowe
- Live in Luxembourg (2008)